# VNREDSat-1A
VNREDSat-1A (Vietnam Natural Resources, Environment and Disaster-monitoring Satellite-1A)は2013年5月7日に打ち上げられたベトナムの地球観測衛星である。通信衛星Vinasat-1（2008年）およびVinasat-2（2012年）に次いで、ベトナム政府が保有する3番目の人工衛星となった。

## 概要
VNREDSat-1Aはベトナム初の地球観測衛星であり、衛星軌道から得られた画像は農林業・漁業・鉱業など各分野の資源管理、環境保護、災害時の被害把握などに広く活用される。衛星の取得および運用はベトナム科学技術院(VAST)によって行われ、観測データの受信処理は天然資源環境省(MONRE)のリモートセンシングセンターが担当する。フランスからのODA借款によって実現したVNREDSat-1Aの製造はEADS アストリアムが2010年8月に受注した。契約金額の5,580万ユーロにはベトナムから派遣された衛星技術者の訓練と地上受信設備の建設、および打ち上げ費用が含まれる。
VNREDSat-1Aは、トゥールーズ宇宙センターにおいて小型衛星バスAstroSat100を元に組み立てられ、技術の習得のためベトナムから派遣された技術者15名がこれに参加した。2013年5月7日にヴェガロケットの2号機によって、ギアナ宇宙センターから打ち上げられた。相乗り衛星として欧州宇宙機関(ESA)の地球観測衛星PROBA-Vと、エストニアのテザー推進実験衛星ESTCube-1が同じロケットに搭載された。
地球観測衛星の取得と運用は、2020年までに計画されているベトナムの宇宙技術戦略において主要な目標のひとつであり、VNREDSat-1Aに続いて、2番目の光学画像衛星VNREDSat-1BがベルギーからのODAによって製作される。さらに日本からのODA借款によって2基のレーダー衛星JV-LOTUSatが取得される見込みとなっている。

## 観測機器
- マルチバンドイメージャ NAOMI (New AstroSat Optical Modular Instrument)

可視光線から近赤外線にわたる4波長で観測を行うマルチバンドイメージャ。パンクロマティックで2.5m、マルチスペクトルで10mの地上解像度を持ち、 観測幅は17.5km。集光部は口径20cmの反射望遠鏡で3つの非球面鏡を使うコルシュ光学系を使用する。センサーは衛星に固定されているため、特定の対象を高頻度に注視したい場合などは、鉛直下方を中心に衛星自体を30度まで傾けて撮影を行う。なおこの観測機器は、VNREDSat-1A以前にAlSAT-2A、SSOT、SPOT-6に搭載されている。